# 웅이 이야기
"웅이 이야기"(Woong's Story)는 한국에서 제작된 이하송 감독의 2007년 드라마, 가족 영화이다. 김우석 등이 주연으로 출연하였다.

## 출연

### 주연
- 김우석
- 윤선혜
- 강두휘

## 기타
- 조명: 유석문
- 조명: 한주열
- 녹음: 박덕수
- 믹싱: 표용수
- 작곡: 전상훈
- 미술: 류홍래